# Bromus pseudothominii
Bromus pseudothominii är en gräsart som beskrevs av Philip Morgans Smith. Bromus pseudothominii ingår i släktet lostor, och familjen gräs. Inga underarter finns listade i Catalogue of Life.